# پیتر لیپا
پیتر لیپا (اسلواکی: Peter Lipa؛ زادهٔ ۳۰ مهٔ ۱۹۴۳) خواننده، آهنگساز و مروج موسیقی جاز اهل کشور اسلواکی است. او را پدر جاز اسلواکی نامیده‌اند. لیپا به عنوان برجسته‌ترین چهره در صحنه جاز اسلواکی در نظر گرفته می‌شود. او یک سبک آوازی منحصر به فرد را ایجاد کرد که بر اشعار متمرکز بود. موسیقی او متأثر از نوازندگانی از جمله جیمی راشینگ، ری چارلز، آل جرو، جو کاکر و بابی مک‌فرین است و ترکیبی از جاز و بلوز است.